# Windows 1.0
Windows 1.0, anche chiamato semplicemente "Ms-Dos Executive", è stato commercializzato dal 1985 e fu il primo tentativo di Microsoft di implementare un ambiente operativo dotato di multitasking e basato su un'interfaccia grafica anche su piattaforma PC. Windows 1.0 rappresentò a tutti gli effetti la primissima incarnazione del sistema operativo Windows.

## Caratteristiche
Diversamente dalle versioni successive, Windows 1.0 offriva un multitasking limitato delle applicazioni MS-DOS esistenti; fu posta invece attenzione a creare un paradigma di interazione, un modello di esecuzione e delle API stabili che fossero usate in futuro per applicazioni native.
Windows 1.0 è spesso considerato erroneamente una vera "interfaccia di MS-DOS", considerazione che è stata applicata anche alle versioni successive. In effetti Windows 1.0 veniva lanciato da MS-DOS, poteva a sua volta richiamare funzioni di MS-DOS e i programmi di interfaccia si eseguivano da file .exe come i programmi di MS-DOS. Tuttavia i file .exe di Windows avevano un formato "new executable" (nuovo eseguibile), che solo Windows poteva elaborare e che per esempio permetteva di caricare parti di codice e di dati su richiesta. Le applicazioni potevano amministrare la memoria solo attraverso il sistema di gestione della memoria proprio di Windows, che implementava uno schema di memoria virtuale software e che permetteva l'esecuzione di programmi più pesanti della memoria RAM disponibile.
Considerare Windows 1.0 una "interfaccia del DOS" non tiene conto del fatto che era stato progettato solo per essere un ambiente grafico usato dalle applicazioni, e non un sistema operativo completo. Windows 1.0 includeva driver originali per schede video, mouse, tastiere, stampanti e porte seriali e le applicazioni potevano richiamare soltanto le API basate su questi driver. Tenendo conto che al tempo le possibilità grafiche di MS-DOS erano estremamente limitate e data la limitata utilità degli altri servizi che offriva, gli applicativi MS-DOS dovevano accedere direttamente all'hardware (o a volte sfruttare il BIOS) per svolgere il proprio lavoro. Perciò, piuttosto che fungere da interfaccia a MS-DOS, Windows 1.0 gli fece da complemento. L'estensione rimpiazzò il DOS progressivamente solo con le versioni successive.

## Versioni
- Windows 1.0: chiamata internamente Premiere Edition,[2] release preliminare distribuita nell'estate del 1985 in anteprima agli sviluppatori, richiese ulteriori test prima della pubblicazione.[2][3]
- Windows 1.01:[4] prima versione pubblica, distribuita il 20 novembre 1985.[5][6]
- Windows 1.02: distribuita come versione internazionale. Fu tradotta anche in molte lingue europee.
- Windows 1.03: distribuita nell'agosto 1986 solo per gli Stati Uniti. Includeva i driver per le tastiere europee, e driver per stampanti e schermi.[4]
- Windows 1.04: distribuita nell'aprile 1987, vide l'aggiunta del supporto per l'adattatore VGA del nuovo computer IBM PS/2.[4] Microsoft e IBM annunciarono, nello stesso periodo, l'introduzione del sistema OS/2 e della GUI Presentation Manager di OS/2, che avrebbero dovuto rimpiazzare sia MS-DOS che Windows. Ultima versione di Windows 1.x, sostituito nel novembre 1987 da Windows 2.0.

## Dettagli
I requisiti di sistema per Windows 1.0 furono MS-DOS 2.0, 256 KB RAM, dischetto a doppia faccia o hard disk.
La prima versione di Windows eseguiva la shell, conosciuta come "MS-DOS Executive". Gli altri programmi erano Calcolatrice, Calendario, Schedario, Clipboard viewer, Orologio, Pannello di controllo, Blocco note, Paint, Reversi, Terminale, Write, e il prompt dei comandi.
Uno degli aspetti interessanti del sistema erano le finestre non sovrapponibili, che invece potevano solo essere affiancate (tiled). Solo le finestre di dialogo potevano apparire sopra ad altre finestre.
Gli eseguibili di Windows 1.0 avevano sempre la stessa estensione .exe e l'header dei programmi MS-DOS, mentre non contenevano ancora il cosiddetto MS-DOS stub che visualizza la stringa "This program must be run under Windows" (Questo programma deve essere eseguito sotto Windows) quando il file viene eseguito all'infuori di Windows. Invece l'header del file era formattato in modo tale da far rifiutare l'esecuzione al DOS col messaggio d'errore "program too large to fit in memory" (programma troppo grande per entrare in memoria).
Dal principio Windows era stato concepito per permettere il multitasking dei programmi, anche se originariamente questo si applicava solo alle applicazioni native e per molte versioni il multitasking era di natura non-preemptive, per cui i programmi Windows possedevano sempre la loro propria barra dei menu invece di scambiarsi un'unica barra dei menu come facevano gli Amiga di casa Commodore e i Macintosh di casa Apple.

## Screenshots

Avvio di Windows 1.01
Blocco note in Windows 1.01
La calcolatrice di Windows 1.01
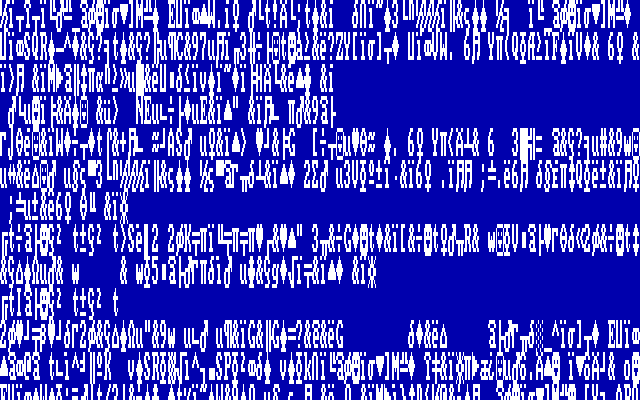
Il BSOD in Windows 1.0

## Concorrenti sulla piattaforma PC IBM
La storia di Windows iniziò nel settembre 1981, quando fu avviato il progetto Interface Manager. Windows venne presentato per la prima volta al pubblico il 10 novembre 1983, rinominato in Microsoft Windows; i due anni di ritardo prima della commercializzazione fecero nascere il sospetto che si trattasse di un vaporware. La versione inizialmente annunciata aveva delle caratteristiche molto simili a quelle dell'interfaccia Macintosh, tanto che Microsoft fu obbligata a modificarne alcune: le finestre sovrapposte, sebbene fossero supportate dalla GUI, non venivano utilizzate proprio per questo motivo. L'annuncio della pubblicazione imminente di Windows nel 1985 probabilmente non aiutò le vendite dell'ambiente Visi On, prodotto da Visicorp, che debuttò esattamente in quel periodo. Ad ogni modo, neanche Windows 1.0 destò molto interesse nel mercato, dimostrando che i tempi non erano maturi per il salto da MS-DOS ad un ambiente grafico.
Un'altra GUI per la piattaforma PC era il GEM, che aveva un aspetto migliore dei concorrenti (poiché copiava più elementi dell'interfaccia del Macintosh), per esempio il concetto del unico cestino e generalmente il modo con cui si interagiva col desktop. GEM venne utilizzato come GUI standard sulla gamma di ST Atari basati su 68k, i quali venivano a volte soprannominati Jackintosh (poiché la compagnia era gestita da Jack Tramiel). La somiglianza di GEM al sistema operativo Macintosh causò successivamente diversi problemi legali al produttore, Digital Research, che fu infine obbligato a ridurre drasticamente la funzionalità e l'aspetto dell'interfaccia (anche se le applicazioni non ne erano influenzate).
Ma GEM, a differenza del Macintosh, non era multitasking, quindi gli utenti dovevano chiudere un programma per poterne avviare un altro. Le suite di programmi, come GEM Draw, avevano delle opzioni nei loro menu come Chiudi (per modificare) per semplificare il salto da un'applicazione all'altra. In realtà GEM era semplicemente un toolkit dotato di interfaccia grafica, piuttosto che un ambiente integrato multitasking come Windows.
Un sistema alternativo capace di fare multitasking, distribuito poco prima, fu DESQview, successore del fallito TopView della IBM nel 1984. Non aveva alcuna funzionalità grafica inizialmente, ma era capace di eseguire più applicazioni DOS (ammesso che fossero concepite ad-hoc o includessero un particolare "loader").
A causa di questa competizione spinta, Windows ottenne una fetta di mercato molto ridotta, finché non fu pubblicato sul mercato Aldus PageMaker nel gennaio 1987, con un eseguibile Windows. Si trattava del primo programma di desktop publishing disponibile per PC e finalmente diede alla gente una ragione per comprare Windows. Successivamente, Windows poté annoverare tra i prodotti disponibili Excel e Corel Draw.